# Stauntonia hexaphylla
Stauntonia hexaphylla är en narrbuskeväxtart som först beskrevs av Carl Peter Thunberg, och fick sitt nu gällande namn av Joseph Decaisne. Stauntonia hexaphylla ingår i släktet Stauntonia och familjen narrbuskeväxter. Inga underarter finns listade i Catalogue of Life.

## Bildgalleri

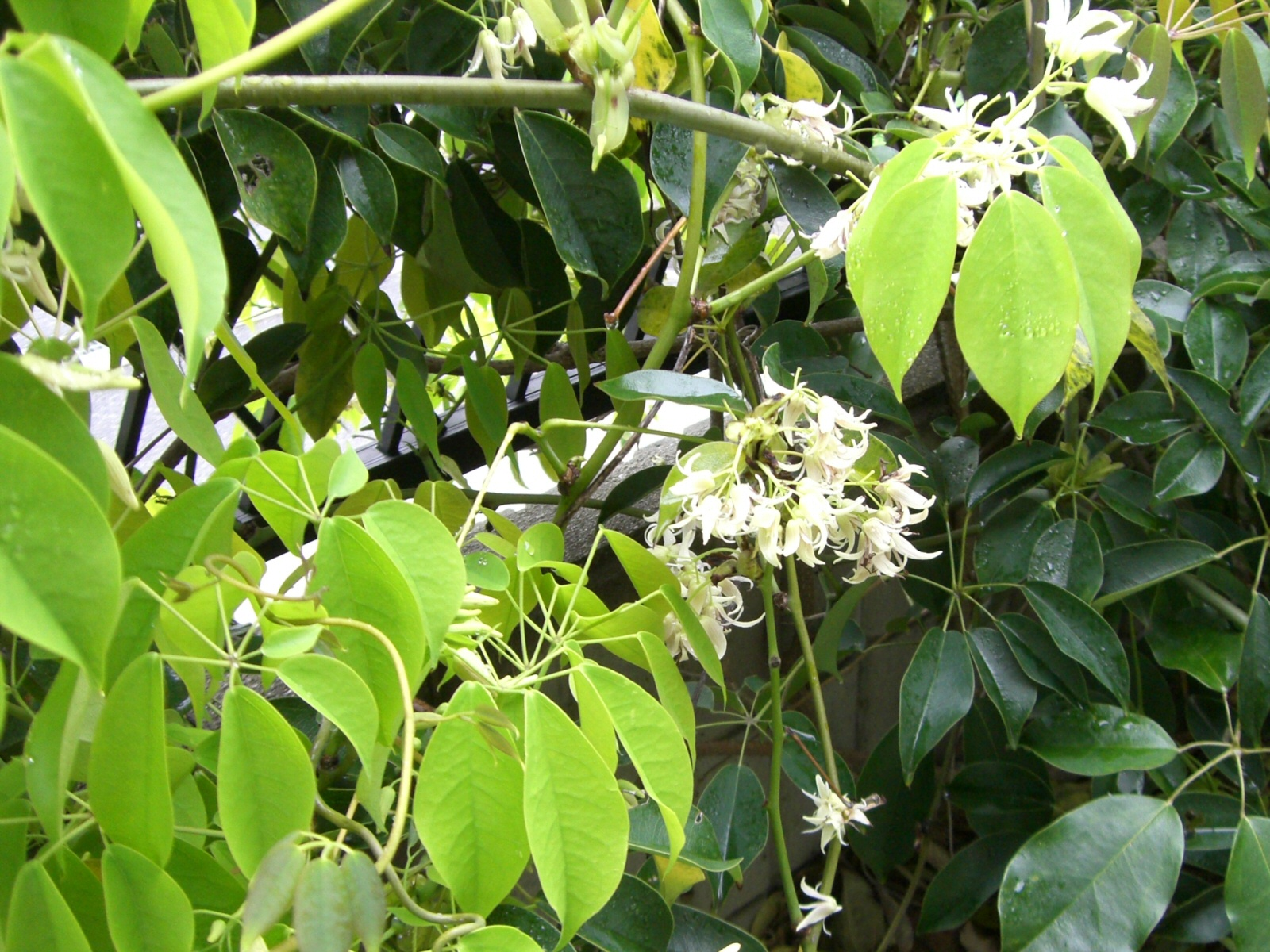